# Vasard de Beychevelle
Le Vasard de Beychevelle est une île fluviale de l'estuaire de la Gironde, située sur la commune de Saint-Julien-Beychevelle.

## Description
Le vasard de Beychevelle est un banc de sable d'environ 3 km de long sur moins de 200 m de large situé devant l'extrémité de l'île de Patiras et qui se confond presque avec elle. Marécageux, le lieu est connu des chasseurs de sauvagine.